# Волков Сергій Євгенович
Сергій Євгенович Волков (рос. Сергей Евгеньевич Волков, нар. 9 вересня 2002, Чита, Росія) — російський футболіст, фланговий захисник клубу «Краснодар».

## Ігрова кар'єра

### Клубна
Сергій Волков є вихованцем футбольної школи клубу «Краснодар». З 2018 року футболіст виступав за третю клубну команду у Другій лізі. Сезон 2021/22 Волков почав як гравець «Краснодар-2» у турнірі ФНЛ.
10 квітня 2022 року Волков дебютував у Прем'єр-лізі, коли у матчі з казанським «Рубіном» футболіст вийшов на заміну і через 20 хвилин забив переможний гол.

### Збірна
У 2022 році Сергій Волков провів три матчі у складі молодіжної збірної Росії.

## Досягнення
Краснодар
- Фіналіст Кубка Росії: 2022/23

«Зеніт»
- Володар Суперкубка Росії (1): 2024